# Понте ди Бибијана (Торино)
Понте ди Бибијана је насеље у Италији у округу Торино, региону Пијемонт.
Према процени из 2011. у насељу је живело 81 становника. Насеље се налази на надморској висини од 427 м.